# ISO 639-1
ISO 639-1 es la primera parte del código ISO 639. Consiste en 184 códigos de dos letras usados para identificar los principales idiomas del mundo. Estos códigos son una taquigrafía internacional muy útil para indicar idiomas. Por ejemplo:
- El español está representado por es
- El inglés está representado por en
- El alemán está representado por de (del endónimo Deutsch)
- El japonés está representado por ja (aunque su endónimo es Nihongo)

La lista de códigos ISO 639-1 se convirtió en norma oficial en 2002, aunque ha existido en formato borrador desde hace años. El último código añadido fue ht, representando al criollo haitiano el 26 de febrero de 2003. El uso de la norma fue apoyado por IETF language tags, introducido por RFC 1766 en marzo de 1995, y continuado por RFC 3066 en enero de 2001 y por RFC 4646 en septiembre de 2006.
No se añaden nuevos códigos ISO 639-1 a las lenguas que tengan código ISO 639-2 propio. Los sistemas que usan códigos ISO 639-1 y 639-2 con código 639-1 preferido, no tienen que cambiar sus códigos.
Si un código ISO 639-2 que cubre un grupo de lenguas es usado, puede volverse obsoleto por un código ISO 639-1 para algunos datos.
| ISO 639-1 | ISO 639-2 | Nombre          | Fecha de añadido | Cubierto previamente por |
| --------- | --------- | --------------- | ---------------- | ------------------------ |
| io        | ido       | Ido             | 15-01-2002       | art                      |
| wa        | wln       | Valón           | 29-01-2002       | roa                      |
| li        | lim       | Limburgués      | 02-08-2002       | gem                      |
| ii        | iii       | Yi de Sichuán   | 14-10-2002       | sit                      |
| an        | arg       | Aragonés        | 23-12-2002       | roa                      |
| ht        | hat       | Creole haitiano | 26-02-2003       | cpf                      |

## Lista idiomas
A continuación, la lista de lenguas ordenadas alfabéticamente siguiendo el estándar ISO 639-1
| aa | afar                                   |
| ab | abjasio (o abjasiano)                  |
| ae | avéstico                               |
| af | afrikáans                              |
| ak | akano                                  |
| am | amhárico                               |
| an | aragonés                               |
| ar | árabe                                  |
| as | asamés                                 |
| av | avar (o ávaro)                         |
| ay | aimara                                 |
| az | azerí                                  |
| ba | baskir                                 |
| be | bielorruso                             |
| bg | búlgaro                                |
| bh | bhoyapurí                              |
| bi | bislama                                |
| bm | bambara                                |
| bn | bengalí                                |
| bo | tibetano                               |
| br | bretón                                 |
| bs | bosnio                                 |
| ca | catalán                                |
| ce | checheno                               |
| ch | chamorro                               |
| co | corso                                  |
| cr | cree                                   |
| cs | checo                                  |
| cu | eslavo eclesiástico antiguo            |
| cv | chuvasio                               |
| cy | galés                                  |
| da | danés                                  |
| de | alemán                                 |
| dv | maldivo (o dhivehi)                    |
| dz | dzongkha                               |
| ee | ewé                                    |
| el | griego (moderno)                       |
| en | inglés                                 |
| eo | esperanto                              |
| es | español (o castellano)                 |
| et | estonio                                |
| eu | euskera                                |
| fa | persa                                  |
| ff | fula                                   |
| fi | finés (o finlandés)                    |
| fj | fiyiano (o fiyi)                       |
| fo | feroés                                 |
| fr | francés                                |
| fy | frisón (o frisio)                      |
| ga | irlandés (o gaélico)                   |
| gd | gaélico escocés                        |
| gl | gallego                                |
| gn | guaraní                                |
| gu | guyaratí (o gujaratí)                  |
| gv | manés (gaélico manés o de Isla de Man) |
| ha | hausa                                  |
| he | hebreo                                 |
| hi | hindi (o hindú)                        |
| ho | hiri motu                              |
| hr | croata                                 |
| ht | haitiano                               |
| hu | húngaro                                |
| hy | armenio                                |
| hz | herero                                 |
| ia | interlingua                            |
| id | indonesio                              |
| ie | occidental                             |
| ig | igbo                                   |
| ii | yi de Sichuán                          |
| ik | iñupiaq                                |
| io | ido                                    |
| is | islandés                               |
| it | italiano                               |
| iu | inuktitut (o inuit)                    |
| ja | japonés                                |
| jv | javanés                                |
| ka | georgiano                              |
| kg | kongo (o kikongo)                      |
| ki | kikuyu                                 |
| kj | kuanyama                               |
| kk | kazajo (o kazajio)                     |
| kl | groenlandés (o kalaallisut)            |
| km | camboyano (o jemer)                    |
| kn | canarés                                |
| ko | coreano                                |
| kr | kanuri                                 |
| ks | cachemiro (o cachemir)                 |
| ku | kurdo                                  |
| kv | komi                                   |
| kw | córnico                                |
| ky | kirguís                                |
| la | latín                                  |
| lb | luxemburgués                           |
| lg | luganda                                |
| li | limburgués                             |
| ln | lingala                                |
| lo | lao                                    |
| lt | lituano                                |
| lu | luba-katanga (o chiluba)               |
| lv | letón                                  |
| mg | malgache (o malagasy)                  |
| mh | marshalés                              |
| mi | maorí                                  |
| mk | macedonio                              |
| ml | malayalam                              |
| mn | mongol                                 |
| mr | maratí                                 |
| ms | malayo                                 |
| mt | maltés                                 |
| my | birmano                                |
| na | nauruano                               |
| nb | noruego bokmål                         |
| nd | ndebele del norte                      |
| ne | nepalí                                 |
| ng | ndonga                                 |
| nl | neerlandés (u holandés)                |
| nn | nynorsk                                |
| no | noruego                                |
| nr | ndebele del sur                        |
| nv | navajo                                 |
| ny | chichewa                               |
| oc | occitano                               |
| oj | ojibwa                                 |
| om | oromo                                  |
| or | oriya                                  |
| os | osético (u osetio, u oseta)            |
| pa | panyabí (o penyabi)                    |
| pi | pali                                   |
| pl | polaco                                 |
| ps | pastú (o pastún, o pashto)             |
| pt | portugués                              |
| qc | quechua                                |
| rm | romanche                               |
| rn | kirundi                                |
| ro | rumano                                 |
| ru | ruso                                   |
| rw | ruandés (o kiñaruanda)                 |
| sa | sánscrito                              |
| sc | sardo                                  |
| sd | sindhi                                 |
| se | sami septentrional                     |
| sg | sango                                  |
| si | cingalés                               |
| sk | eslovaco                               |
| sl | esloveno                               |
| sm | samoano                                |
| sn | shona                                  |
| so | somalí                                 |
| sq | albanés                                |
| sr | serbio                                 |
| ss | suazi (o swati, o siSwati)             |
| st | sesotho                                |
| su | sundanés (o sondanés)                  |
| sv | sueco                                  |
| sw | suajili                                |
| ta | tamil                                  |
| te | télugu                                 |
| tg | tayiko                                 |
| th | tailandés                              |
| ti | tigriña                                |
| tk | turcomano                              |
| tl | tagalo                                 |
| tn | setsuana                               |
| to | tongano                                |
| tr | turco                                  |
| ts | tsonga                                 |
| tt | tártaro                                |
| tw | twi                                    |
| ty | tahitiano                              |
| ug | uigur                                  |
| uk | ucraniano                              |
| ur | urdu                                   |
| uz | uzbeko                                 |
| ve | venda                                  |
| vi | vietnamita                             |
| vo | volapük                                |
| wa | valón                                  |
| wo | wolof                                  |
| xh | xhosa                                  |
| yi | yídish (o yidis, o yiddish)            |
| yo | yoruba                                 |
| za | chuan (o chuang, o zhuang)             |
| zh | chino                                  |
| zu | zulú                                   |

### Tabla de códigos asignados o reservados
La siguiente tabla muestra una de las tres partes de la norma ISO 639-1. También permite que, haciendo clic en un elemento de código, vaya a la página de la enciclopedia que detalla la información de los códigos ISO 639-1 correspondientes a cada idioma.
| Tabla de códigos ISO 639-1-1 asignados y utilizados | Tabla de códigos ISO 639-1-1 asignados y utilizados                             | Tabla de códigos ISO 639-1-1 asignados y utilizados                            | Tabla de códigos ISO 639-1-1 asignados y utilizados                            | Tabla de códigos ISO 639-1-1 asignados y utilizados                            | Tabla de códigos ISO 639-1-1 asignados y utilizados                            | Tabla de códigos ISO 639-1-1 asignados y utilizados                            | Tabla de códigos ISO 639-1-1 asignados y utilizados                            | Tabla de códigos ISO 639-1-1 asignados y utilizados                 | Tabla de códigos ISO 639-1-1 asignados y utilizados                 | Tabla de códigos ISO 639-1-1 asignados y utilizados                 | Tabla de códigos ISO 639-1-1 asignados y utilizados                 | Tabla de códigos ISO 639-1-1 asignados y utilizados                 | Tabla de códigos ISO 639-1-1 asignados y utilizados                 | Tabla de códigos ISO 639-1-1 asignados y utilizados                 | Tabla de códigos ISO 639-1-1 asignados y utilizados                 | Tabla de códigos ISO 639-1-1 asignados y utilizados                 | Tabla de códigos ISO 639-1-1 asignados y utilizados                 | Tabla de códigos ISO 639-1-1 asignados y utilizados                 | Tabla de códigos ISO 639-1-1 asignados y utilizados                 | Tabla de códigos ISO 639-1-1 asignados y utilizados                 | Tabla de códigos ISO 639-1-1 asignados y utilizados                 | Tabla de códigos ISO 639-1-1 asignados y utilizados                 | Tabla de códigos ISO 639-1-1 asignados y utilizados                 | Tabla de códigos ISO 639-1-1 asignados y utilizados                 | Tabla de códigos ISO 639-1-1 asignados y utilizados                 |
| --------------------------------------------------- | ------------------------------------------------------------------------------- | ------------------------------------------------------------------------------ | ------------------------------------------------------------------------------ | ------------------------------------------------------------------------------ | ------------------------------------------------------------------------------ | ------------------------------------------------------------------------------ | ------------------------------------------------------------------------------ | ------------------------------------------------------------------- | ------------------------------------------------------------------- | ------------------------------------------------------------------- | ------------------------------------------------------------------- | ------------------------------------------------------------------- | ------------------------------------------------------------------- | ------------------------------------------------------------------- | ------------------------------------------------------------------- | ------------------------------------------------------------------- | ------------------------------------------------------------------- | ------------------------------------------------------------------- | ------------------------------------------------------------------- | ------------------------------------------------------------------- | ------------------------------------------------------------------- | ------------------------------------------------------------------- | ------------------------------------------------------------------- | ------------------------------------------------------------------- | ------------------------------------------------------------------- |
| AA Afar                                             | AB Abjasio                                                                      | AC                                                                             | AD                                                                             | AE Avéstico                                                                    | AF Afrikáans                                                                   | AG                                                                             | AH                                                                             | AI                                                                  | AJ                                                                  | AK Akano                                                            | AL                                                                  | AM Amhárico                                                         | AN Aragonés                                                         | AO                                                                  | AP                                                                  | AQ                                                                  | AR Árabe                                                            | AS Asamés                                                           | AT                                                                  | AU                                                                  | AV Avar                                                             | AW                                                                  | AX                                                                  | AY Aimara                                                           | AZ Azerí                                                            |
| BA Baskir                                           | BB                                                                              | BC                                                                             | BD                                                                             | BE Bielorruso                                                                  | BF                                                                             | BG Búlgaro                                                                     | BH Bhoyapurí                                                                   | BI Bislama                                                          | BJ                                                                  | BK                                                                  | BL                                                                  | BM Bambara                                                          | BN Bengalí                                                          | BO Tibetano                                                         | BP                                                                  | BQ                                                                  | BR Bretón                                                           | BS Bosnio                                                           | BT                                                                  | BU                                                                  | BV                                                                  | BW                                                                  | BX                                                                  | BY                                                                  | BZ                                                                  |
| CA Catalán                                          | CB                                                                              | CC                                                                             | CD                                                                             | CE Checheno                                                                    | CF                                                                             | CG                                                                             | CH Chamorro                                                                    | CI                                                                  | CJ                                                                  | CK                                                                  | CL                                                                  | CM                                                                  | CN                                                                  | CO Corso                                                            | CP                                                                  | CQ                                                                  | CR Cree                                                             | CS Checo                                                            | CT                                                                  | CU Eslavo                                                           | CV                                                                  | CW                                                                  | CX                                                                  | CY Galés                                                            | CZ                                                                  |
| DA Danés                                            | DB                                                                              | DC                                                                             | DD                                                                             | DE Alemán                                                                      | DF                                                                             | DG                                                                             | DH                                                                             | DI                                                                  | DJ                                                                  | DK                                                                  | DL                                                                  | DM                                                                  | DN                                                                  | DO                                                                  | DP                                                                  | DQ                                                                  | DR                                                                  | DS                                                                  | DT                                                                  | DU                                                                  | DV Maldivo                                                          | DW                                                                  | DX                                                                  | DY                                                                  | DZ Dzongkha                                                         |
| EA                                                  | EB                                                                              | EC                                                                             | ED                                                                             | EE Ewé                                                                         | EF                                                                             | EG                                                                             | EH                                                                             | EI                                                                  | EJ                                                                  | EK                                                                  | EL Griego                                                           | EM                                                                  | EN Inglés                                                           | EO Esperanto                                                        | EP                                                                  | EQ                                                                  | ER                                                                  | ES Español                                                          | ET Estonio                                                          | EU Euskera                                                          | EV                                                                  | EW                                                                  | EX                                                                  | EY                                                                  | EZ                                                                  |
| FA Persa                                            | FB                                                                              | FC                                                                             | FD                                                                             | FE                                                                             | FF Fula                                                                        | FG                                                                             | FH                                                                             | FI Finés                                                            | FJ Fiyiano                                                          | FK                                                                  | FL                                                                  | FM                                                                  | FN                                                                  | FO Feroés                                                           | FP                                                                  | FQ                                                                  | FR Francés                                                          | FS                                                                  | FT                                                                  | FU                                                                  | FV                                                                  | FW                                                                  | FX                                                                  | FY Frisón                                                           | FZ                                                                  |
| GA Irlandés                                         | GB                                                                              | GC                                                                             | GD Gaélico escocés                                                             | GE                                                                             | GF                                                                             | GG                                                                             | GH                                                                             | GI                                                                  | GJ                                                                  | GK                                                                  | GL Gallego                                                          | GM                                                                  | GN Guaraní                                                          | GO                                                                  | GP                                                                  | GQ                                                                  | GR                                                                  | GS                                                                  | GT                                                                  | GU Guyaratí                                                         | GV Manés                                                            | GW                                                                  | GX                                                                  | GY                                                                  | GZ                                                                  |
| HA Hausa                                            | HB                                                                              | HC                                                                             | HD                                                                             | HE Hebreo                                                                      | HF                                                                             | HG                                                                             | HH                                                                             | HI Hindi                                                            | HJ                                                                  | HK                                                                  | HL                                                                  | HM                                                                  | HN                                                                  | HO Hirimotu                                                         | HP                                                                  | HQ                                                                  | HR Croata                                                           | HS                                                                  | HT Haitiano                                                         | HU Húngaro                                                          | HV                                                                  | HW                                                                  | HX                                                                  | HY Armenio                                                          | HZ Herero                                                           |
| IA Interlingua                                      | IB                                                                              | IC                                                                             | ID Indonesio                                                                   | IE Occidental                                                                  | IF Igbo                                                                        | IG                                                                             | IH                                                                             | II Yi de Sichuán                                                    | IJ                                                                  | IK Iñupiaq                                                          | IL                                                                  | IM                                                                  | IN                                                                  | IO Ido                                                              | IP                                                                  | IQ                                                                  | IR                                                                  | IS Islandés                                                         | IT Italiano                                                         | IU Inuktitut                                                        | IV                                                                  | IW                                                                  | IX                                                                  | IY                                                                  | IZ                                                                  |
| JA Japonés                                          | JB                                                                              | JC                                                                             | JD                                                                             | JE                                                                             | JF                                                                             | JG                                                                             | JH                                                                             | JI                                                                  | JJ                                                                  | JK                                                                  | JL                                                                  | JM                                                                  | JN                                                                  | JO                                                                  | JP                                                                  | JQ                                                                  | JR                                                                  | JS                                                                  | JT                                                                  | JU                                                                  | JV Javanés                                                          | JW                                                                  | JX                                                                  | JY                                                                  | JZ                                                                  |
| KA Georgiano                                        | KB                                                                              | KC                                                                             | KD                                                                             | KE                                                                             | KF                                                                             | KG Kongo                                                                       | KH                                                                             | KI Kikuyu                                                           | KJ Kuanyama                                                         | KK Kazajo                                                           | KL Groenlandés                                                      | KM Camboyano                                                        | KN Canarés                                                          | KO Coreano                                                          | KP                                                                  | KQ                                                                  | KR Kanuri                                                           | KS Cachemir                                                         | KT                                                                  | KU Kurdo                                                            | KV Komi                                                             | KW Córnico                                                          | KX                                                                  | KY Kirguís                                                          | KZ                                                                  |
| LA Latín                                            | LB Luxemburgués                                                                 | LC                                                                             | LD                                                                             | LE                                                                             | LF Luganda                                                                     | LG                                                                             | LH                                                                             | LI                                                                  | LJ                                                                  | LK                                                                  | LL                                                                  | LM                                                                  | LN                                                                  | LO Lao                                                              | LP                                                                  | LQ                                                                  | LR                                                                  | LS                                                                  | LT Lituano                                                          | LU Luba-katanga                                                     | LV Letón                                                            | LW                                                                  | LX                                                                  | LY                                                                  | LZ                                                                  |
| MA                                                  | MB                                                                              | MC                                                                             | MD                                                                             | ME                                                                             | MF                                                                             | MG Malgache                                                                    | MH Marshalés                                                                   | MI Maorí                                                            | MJ                                                                  | MK Macedonio                                                        | ML Malayam                                                          | MM Mongol                                                           | MN                                                                  | MO                                                                  | MP                                                                  | MQ                                                                  | MR Maratí                                                           | MS Malayo                                                           | MT Maltés                                                           | MU                                                                  | MV                                                                  | MW                                                                  | MX                                                                  | MY Birmano                                                          | MZ                                                                  |
| NA Nauruano                                         | NB Noruego Bokmål                                                               | NC                                                                             | ND Ndebele del norte                                                           | NE Nepalí                                                                      | NF                                                                             | NG Ndonga                                                                      | NH                                                                             | NI                                                                  | NJ                                                                  | NK                                                                  | NL Neerlandés                                                       | NM                                                                  | NN Nynorsk                                                          | NO Noruego                                                          | NP                                                                  | NQ                                                                  | NR Ndebele del sur                                                  | NS                                                                  | NT                                                                  | NU                                                                  | NV Navajo                                                           | NW                                                                  | NX                                                                  | NY Chichewa                                                         | NZ                                                                  |
| OA                                                  | OB                                                                              | OC Occitano                                                                    | OD                                                                             | OE                                                                             | OF                                                                             | OG                                                                             | OH                                                                             | OI                                                                  | OJ Ojibwa                                                           | OK                                                                  | OL                                                                  | OM Oromo                                                            | ON                                                                  | OO                                                                  | OP                                                                  | OO                                                                  | OR Oriya                                                            | OS Osetio                                                           | OT                                                                  | OU                                                                  | OV                                                                  | OW                                                                  | OX                                                                  | OY                                                                  | OZ                                                                  |
| PA Panyabí                                          | PB                                                                              | PC                                                                             | PD                                                                             | PE                                                                             | PF                                                                             | PG                                                                             | PH                                                                             | PI Pali                                                             | PJ                                                                  | PK                                                                  | PL Polaco                                                           | PM                                                                  | PN                                                                  | PO                                                                  | PP                                                                  | PQ                                                                  | PR                                                                  | PS Pastún                                                           | PT Portugués                                                        | PU                                                                  | PV                                                                  | PW                                                                  | PX                                                                  | PY                                                                  | PZ                                                                  |
| QA                                                  | QB                                                                              | QC                                                                             | QD                                                                             | QE                                                                             | QF                                                                             | QG                                                                             | QH                                                                             | QI                                                                  | QJ                                                                  | QK                                                                  | QL                                                                  | QM                                                                  | QN                                                                  | QO                                                                  | QP                                                                  | QQ                                                                  | QR                                                                  | QS                                                                  | QT                                                                  | QU Quechua                                                          | QV                                                                  | QW                                                                  | QX                                                                  | QY                                                                  | QZ                                                                  |
| RA                                                  | RB                                                                              | RC                                                                             | RD                                                                             | RE                                                                             | RF                                                                             | RG                                                                             | RH                                                                             | RI                                                                  | RJ                                                                  | RK                                                                  | RL                                                                  | RM Romanche                                                         | RN Kirundi                                                          | RO Rumano                                                           | RP                                                                  | RQ                                                                  | RR                                                                  | RS                                                                  | RT                                                                  | RU Ruso                                                             | RV                                                                  | RW Ruandés                                                          | RX                                                                  | RY                                                                  | RZ                                                                  |
| SA Sánscrito                                        | SB                                                                              | SC Sardo                                                                       | SD Sindhi                                                                      | SE Sami                                                                        | SF                                                                             | SG Sango                                                                       | SH                                                                             | SI Cingalés                                                         | SJ                                                                  | SK Eslovaco                                                         | SL Esloveno                                                         | SM Samoano                                                          | SN Shona                                                            | SO Somalí                                                           | SP                                                                  | SQ Albanés                                                          | SR Serbio                                                           | SS Suazi                                                            | ST Sesotho                                                          | SU Sundanés                                                         | SV Sueco                                                            | SW Suajili                                                          | SX                                                                  | SY                                                                  | SZ                                                                  |
| TA Tamil                                            | TB Télugu                                                                       | TC                                                                             | TD                                                                             | TE                                                                             | TF                                                                             | TG Tayiko                                                                      | TH Tailandés                                                                   | TI Tigriña                                                          | TJ                                                                  | TK Turcomano                                                        | TL Tagalo                                                           | TM                                                                  | TN Setsuana                                                         | TO Tongano                                                          | TP                                                                  | TQ                                                                  | TR Turco                                                            | TS Tsonga                                                           | TT Tártaro                                                          | TU                                                                  | TV                                                                  | TW Twi                                                              | TX                                                                  | TY Tahitiano                                                        | TZ Tamazight                                                        |
| UA                                                  | UB                                                                              | UC                                                                             | UD                                                                             | UE                                                                             | UF                                                                             | UG Uigur                                                                       | UH                                                                             | UI                                                                  | UJ                                                                  | UK Ucraniano                                                        | UL                                                                  | UM                                                                  | UN                                                                  | UO                                                                  | UP                                                                  | UQ                                                                  | UR Urdu                                                             | US                                                                  | UT                                                                  | UU                                                                  | UV                                                                  | UW                                                                  | UX                                                                  | UY                                                                  | UZ Uzbeco                                                           |
| VA                                                  | VB                                                                              | VC                                                                             | VD                                                                             | VE Venda                                                                       | VF                                                                             | VG                                                                             | VH                                                                             | VI Vietnamita                                                       | VJ                                                                  | VK                                                                  | VL                                                                  | VM                                                                  | VN                                                                  | VO Volapük                                                          | VP                                                                  | VQ                                                                  | VR                                                                  | VS                                                                  | VT                                                                  | VU                                                                  | VV                                                                  | VW                                                                  | VX                                                                  | VY                                                                  | VZ                                                                  |
| WA Valón                                            | WB                                                                              | WC                                                                             | WD                                                                             | WE                                                                             | WF                                                                             | WG                                                                             | WH                                                                             | WI                                                                  | WJ                                                                  | WK                                                                  | WL                                                                  | WM                                                                  | WN                                                                  | WO Wólof                                                            | WP                                                                  | WQ                                                                  | WR                                                                  | WS                                                                  | WT                                                                  | WU                                                                  | WV                                                                  | WW                                                                  | WX                                                                  | WY                                                                  | WZ                                                                  |
| XA                                                  | XB                                                                              | XC                                                                             | XD                                                                             | XE                                                                             | XF                                                                             | XG                                                                             | XH Xhosa                                                                       | XI                                                                  | XJ                                                                  | XK                                                                  | XL                                                                  | XM                                                                  | XN                                                                  | XO                                                                  | XP                                                                  | XQ                                                                  | XR                                                                  | XS                                                                  | XT                                                                  | XU                                                                  | XV                                                                  | XW                                                                  | XX                                                                  | XY                                                                  | XZ                                                                  |
| YA                                                  | YB                                                                              | YC                                                                             | YD                                                                             | YE                                                                             | YF                                                                             | YG                                                                             | YH                                                                             | YI Yídish                                                           | YJ                                                                  | YK                                                                  | YL                                                                  | YM                                                                  | YN                                                                  | YO Yoruba                                                           | YP                                                                  | YQ                                                                  | YR                                                                  | YS                                                                  | YT                                                                  | YU                                                                  | YV                                                                  | YW                                                                  | YX                                                                  | YY                                                                  | YZ                                                                  |
| ZA                                                  | ZB                                                                              | ZC                                                                             | ZD                                                                             | ZE                                                                             | ZF                                                                             | ZG                                                                             | ZH Chino                                                                       | ZI                                                                  | ZJ                                                                  | ZK                                                                  | ZL                                                                  | ZM                                                                  | ZN                                                                  | ZO                                                                  | ZP                                                                  | ZQ                                                                  | ZR                                                                  | ZS                                                                  | ZT                                                                  | ZU Zulú                                                             | ZV                                                                  | ZW                                                                  | ZX                                                                  | ZY                                                                  | ZZ                                                                  |
| Leyendas de los colores de las celdas               |                                                                                 |                                                                                |                                                                                |                                                                                |                                                                                |                                                                                |                                                                                |                                                                     |                                                                     |                                                                     |                                                                     |                                                                     |                                                                     |                                                                     |                                                                     |                                                                     |                                                                     |                                                                     |                                                                     |                                                                     |                                                                     |                                                                     |                                                                     |                                                                     |                                                                     |
| Color                                               | Estado                                                                          | Estado                                                                         | Estado                                                                         | Estado                                                                         | Estado                                                                         | Estado                                                                         | Estado                                                                         | Significado                                                         | Significado                                                         | Significado                                                         | Significado                                                         | Significado                                                         | Significado                                                         | Significado                                                         | Significado                                                         | Significado                                                         | Significado                                                         | Significado                                                         | Significado                                                         | Significado                                                         | Significado                                                         | Significado                                                         | Significado                                                         | Significado                                                         | Significado                                                         |
|                                                     | Código oficialmente asignado                                                    | Código oficialmente asignado                                                   | Código oficialmente asignado                                                   | Código oficialmente asignado                                                   | Código oficialmente asignado                                                   | Código oficialmente asignado                                                   | Código oficialmente asignado                                                   | Código oficial del idioma indicado, según ISO 639-1.                | Código oficial del idioma indicado, según ISO 639-1.                | Código oficial del idioma indicado, según ISO 639-1.                | Código oficial del idioma indicado, según ISO 639-1.                | Código oficial del idioma indicado, según ISO 639-1.                | Código oficial del idioma indicado, según ISO 639-1.                | Código oficial del idioma indicado, según ISO 639-1.                | Código oficial del idioma indicado, según ISO 639-1.                | Código oficial del idioma indicado, según ISO 639-1.                | Código oficial del idioma indicado, según ISO 639-1.                | Código oficial del idioma indicado, según ISO 639-1.                | Código oficial del idioma indicado, según ISO 639-1.                | Código oficial del idioma indicado, según ISO 639-1.                | Código oficial del idioma indicado, según ISO 639-1.                | Código oficial del idioma indicado, según ISO 639-1.                | Código oficial del idioma indicado, según ISO 639-1.                | Código oficial del idioma indicado, según ISO 639-1.                | Código oficial del idioma indicado, según ISO 639-1.                |
|                                                     | Código no asignado                                                              | Código no asignado                                                             | Código no asignado                                                             | Código no asignado                                                             | Código no asignado                                                             | Código no asignado                                                             | Código no asignado                                                             | Código no asignado ni reservado actualmente, en la norma ISO 3166-1 | Código no asignado ni reservado actualmente, en la norma ISO 3166-1 | Código no asignado ni reservado actualmente, en la norma ISO 3166-1 | Código no asignado ni reservado actualmente, en la norma ISO 3166-1 | Código no asignado ni reservado actualmente, en la norma ISO 3166-1 | Código no asignado ni reservado actualmente, en la norma ISO 3166-1 | Código no asignado ni reservado actualmente, en la norma ISO 3166-1 | Código no asignado ni reservado actualmente, en la norma ISO 3166-1 | Código no asignado ni reservado actualmente, en la norma ISO 3166-1 | Código no asignado ni reservado actualmente, en la norma ISO 3166-1 | Código no asignado ni reservado actualmente, en la norma ISO 3166-1 | Código no asignado ni reservado actualmente, en la norma ISO 3166-1 | Código no asignado ni reservado actualmente, en la norma ISO 3166-1 | Código no asignado ni reservado actualmente, en la norma ISO 3166-1 | Código no asignado ni reservado actualmente, en la norma ISO 3166-1 | Código no asignado ni reservado actualmente, en la norma ISO 3166-1 | Código no asignado ni reservado actualmente, en la norma ISO 3166-1 | Código no asignado ni reservado actualmente, en la norma ISO 3166-1 |
|                                                     | Código oficialmente asignado a lengua con más de 500.000.000 hablantes (Top 3)  | Código oficialmente asignado a lengua con más de 500.000.000 hablantes (Top 3) | Código oficialmente asignado a lengua con más de 500.000.000 hablantes (Top 3) | Código oficialmente asignado a lengua con más de 500.000.000 hablantes (Top 3) | Código oficialmente asignado a lengua con más de 500.000.000 hablantes (Top 3) | Código oficialmente asignado a lengua con más de 500.000.000 hablantes (Top 3) | Código oficialmente asignado a lengua con más de 500.000.000 hablantes (Top 3) | Clasificación según Ethnologue de 2015                              | Clasificación según Ethnologue de 2015                              | Clasificación según Ethnologue de 2015                              | Clasificación según Ethnologue de 2015                              | Clasificación según Ethnologue de 2015                              | Clasificación según Ethnologue de 2015                              | Clasificación según Ethnologue de 2015                              | Clasificación según Ethnologue de 2015                              | Clasificación según Ethnologue de 2015                              | Clasificación según Ethnologue de 2015                              | Clasificación según Ethnologue de 2015                              | Clasificación según Ethnologue de 2015                              | Clasificación según Ethnologue de 2015                              | Clasificación según Ethnologue de 2015                              | Clasificación según Ethnologue de 2015                              | Clasificación según Ethnologue de 2015                              | Clasificación según Ethnologue de 2015                              | Clasificación según Ethnologue de 2015                              |
|                                                     | Código oficialmente asignado a lengua con más de 250.000.000 hablantes (Top 5)  |                                                                                |                                                                                |                                                                                |                                                                                |                                                                                |                                                                                |                                                                     |                                                                     |                                                                     |                                                                     |                                                                     |                                                                     |                                                                     |                                                                     |                                                                     |                                                                     |                                                                     |                                                                     |                                                                     |                                                                     |                                                                     |                                                                     |                                                                     |                                                                     |
|                                                     | Código oficialmente asignado a lengua con más de 200.000.000 hablantes (Top 10) |                                                                                |                                                                                |                                                                                |                                                                                |                                                                                |                                                                                |                                                                     |                                                                     |                                                                     |                                                                     |                                                                     |                                                                     |                                                                     |                                                                     |                                                                     |                                                                     |                                                                     |                                                                     |                                                                     |                                                                     |                                                                     |                                                                     |                                                                     |                                                                     |